# 米哈伊尔·尼古拉耶夫
米哈伊尔·叶菲莫维奇·尼古拉耶夫（俄语：Михаил Ефимович Николаев，1937年11月13日—2023年8月4日），俄羅斯雅庫特族政治人物。

## 经历
出生於雅庫特蘇維埃社會主義自治共和國奧爾忠尼啟則區（今薩哈共和國漢加拉斯基區）的一個農民家庭。1961年自鄂木斯克國立獸醫學院畢業後開始從事獸醫工作，後加入蘇聯共青團，擔任雅库茨克市團委第一書記，從此踏入仕途。1963年加入蘇聯共產黨。
1989年至1990年擔任雅庫特蘇維埃社會主義自治共和國最高蘇維埃主席。1990年戈巴契夫實行改革重組之後，當選雅庫特蘇維埃社會主義自治共和國議長、蘇聯人民代表大會代表。
1991年八一九事件發生後，他退出蘇聯共產黨。12月20日，引入總統制，他當選為第一任總統。同年12月28日，將雅庫特蘇維埃社會主義自治共和國改名為薩哈共和國。